# Seattle Sounders FC 2022
Questa voce raccoglie le informazioni riguardanti il Seattle Sounders Football Club nelle competizioni ufficiali della stagione 2022.

## Stagione
Come di consueto, la stagione inizia con la CONCACAF Champions League; negli ottavi di finale la squadra incontra il Motagua, battendolo agilmente per 5-0 nel risultato complessivo tra andata e ritorno. Il turno successivo vede contrapposto il León e nella partita di andata arriva la vittoria per 3-0 con una conseguente gestione del match di ritorno terminato con un pareggio (1-1). In semifinale arriva il derby statunitense con il New York City ed anche qui i Sounders regolano gli avversari già nella partita di andata (3-1) per poi gestire il match di ritorno (1-1). La finale, la prima in assoluto per gli statunitensi, si gioca contro il Pumas UNAM e grazie al pareggio dell'andata, terminato con una rimonta da 2-0 a 2-2 nei minuti finali con due rigori segnati da Nicolás Lodeiro e alla vittoria nel match di ritorno al Lumen Field, terminato 3-0 grazie alla doppietta di Raul Ruidiaz e al sigillo finale ancora di Lodeiro.

## Maglie e sponsor
| Casa | Trasferta |

## Organigramma societario
Di seguito l'organigramma societario.
Area direttiva
- Presidente e General Manager: Garth Lagerwey
- Vicepresidente esecutivo e Direttore sportivo: Craig Weibel
- Presidente Business Operations: Peter Tomozawa

Area tecnica
- Allenatore: Brian Schmetzer
- Allenatore in seconda: Preki
- Allenatore in seconda: Andy Rose
- Allenatore in seconda: Freddy Juarez
- Match analyst: John Elsenbast
- Preparatore dei portieri: Tom Dutra
- Preparatori atletici: Mitchell Carnefix

## Organico

### Rosa 2022
Aggiornata al 13 settembre 2022.
| N. |                        | Ruolo | Calciatore         |
| -- | ---------------------- | ----- | ------------------ |
| 3  | Ecuador (bandiera)     | D     | Xavier Arreaga     |
| 5  | Camerun (bandiera)     | D     | Nouhou Tolo        |
| 6  | Brasile (bandiera)     | C     | João Paulo         |
| 7  | Stati Uniti (bandiera) | C     | Cristian Roldan    |
| 9  | Perù (bandiera)        | A     | Raúl Ruidíaz       |
| 10 | Uruguay (bandiera)     | C     | Nicolás Lodeiro    |
| 11 | Slovacchia (bandiera)  | C     | Albert Rusnák      |
| 12 | Colombia (bandiera)    | A     | Fredy Montero      |
| 13 | Stati Uniti (bandiera) | A     | Jordan Morris      |
| 14 | Stati Uniti (bandiera) | A     | Samuel Adeniran    |
| 16 | El Salvador (bandiera) | D     | Alex Roldan        |
| 17 | Stati Uniti (bandiera) | A     | Will Bruin         |
| 21 | Stati Uniti (bandiera) | C     | Reed Baker-Whiting |
| 22 | Stati Uniti (bandiera) | C     | Kelyn Rowe         |

| N. |                        | Ruolo | Calciatore            |
| -- | ---------------------- | ----- | --------------------- |
| 23 | Brasile (bandiera)     | C     | Léo Chú               |
| 24 | Svizzera (bandiera)    | P     | Stefan Frei           |
| 25 | Stati Uniti (bandiera) | D     | Jackson Ragen         |
| 26 | Stati Uniti (bandiera) | P     | Andrew Thomas         |
| 28 | Colombia (bandiera)    | D     | Yeimar Gómez Andrade  |
| 30 | Stati Uniti (bandiera) | P     | Stefan Cleveland      |
| 45 | Stati Uniti (bandiera) | C     | Ethan Dobbelaere      |
| 73 | Stati Uniti (bandiera) | C     | Obed Vargas           |
| 75 | Stati Uniti (bandiera) | C     | Danny Leyva           |
| 84 | Stati Uniti (bandiera) | C     | Josh Atencio          |
| 87 | Stati Uniti (bandiera) | A     | Alfonso Ocampo-Chavez |
| 92 | Francia (bandiera)     | D     | Abdoulaye Cissoko     |
| 94 | Colombia (bandiera)    | D     | Jimmy Medranda        |
| 99 | Stati Uniti (bandiera) | C     | Dylan Teves           |